# Museo de la Universidad de Valladolid
El Museo de la Universidad de Valladolid (Valladolid, comunidad autónoma de Castilla y León, España) es el organismo que gestiona con fines museográficos las distintas colecciones con valor histórico, artístico y científico que posee la Universidad de Valladolid. Tiene su dirección oficial en el Palacio de Santa Cruz (plaza Colegio de Santa Cruz, 8. 47002, Valladolid), primer edificio renacentista construido en España, fundado como Colegio universitario a finales del siglo XV por el cardenal Pedro González de Mendoza (1428-1495), actual sede del Rectorado. A la espera de contar con un edificio propio destinado a exhibir conjuntamente sus colecciones, estas se hallan distribuidas en tres espacios diferentes, equidistantes entre sí 500 m, situados en el centro de la ciudad. 

## Antecedentes e historia
Los antecedentes del MUVa se remontan a 1857, cuando la Ley reguladora de la enseñanza o Ley Moyano, promulgada por el gobierno moderado y en gran medida promovida por el ministro Claudio Moyano, hacía obligatoria la existencia de gabinetes de Anatomía en las Facultades de Medicina. Poco después, hacia 1860, se crea también el Gabinete de Historia Natural, dependiente de la Facultad de Ciencias. En 1924, por orden del rector Calixto Valverde, se funda el Museo Histórico Universitario de Valladolid (el primero de este tipo creado en España) cuya vida, no obstante, sería efímera. Por fin, tras la Guerra Civil Española, el rector Cayetano de Mergelina y Luna inició en el Palacio de Santa Cruz un notable programa de exposiciones con el que contribuyó a aumentar el patrimonio artístico universitario siendo continuado, con mayor o menor intensidad, hasta el presente siglo.
El MUVa fue inaugurado, con la presencia de los duques de Soria (Margarita de Borbón y Carlos Zurita), el 24 de abril de 2002 y desde entonces ha contribuido a fomentar la imagen y actividad cultural de la Universidad al servicio de la sociedad. En la actualidad depende del vicerrectorado de Estudiantes y Extensión Universitaria.

## Descripción de las colecciones
El MUVa se compone de tres colecciones:

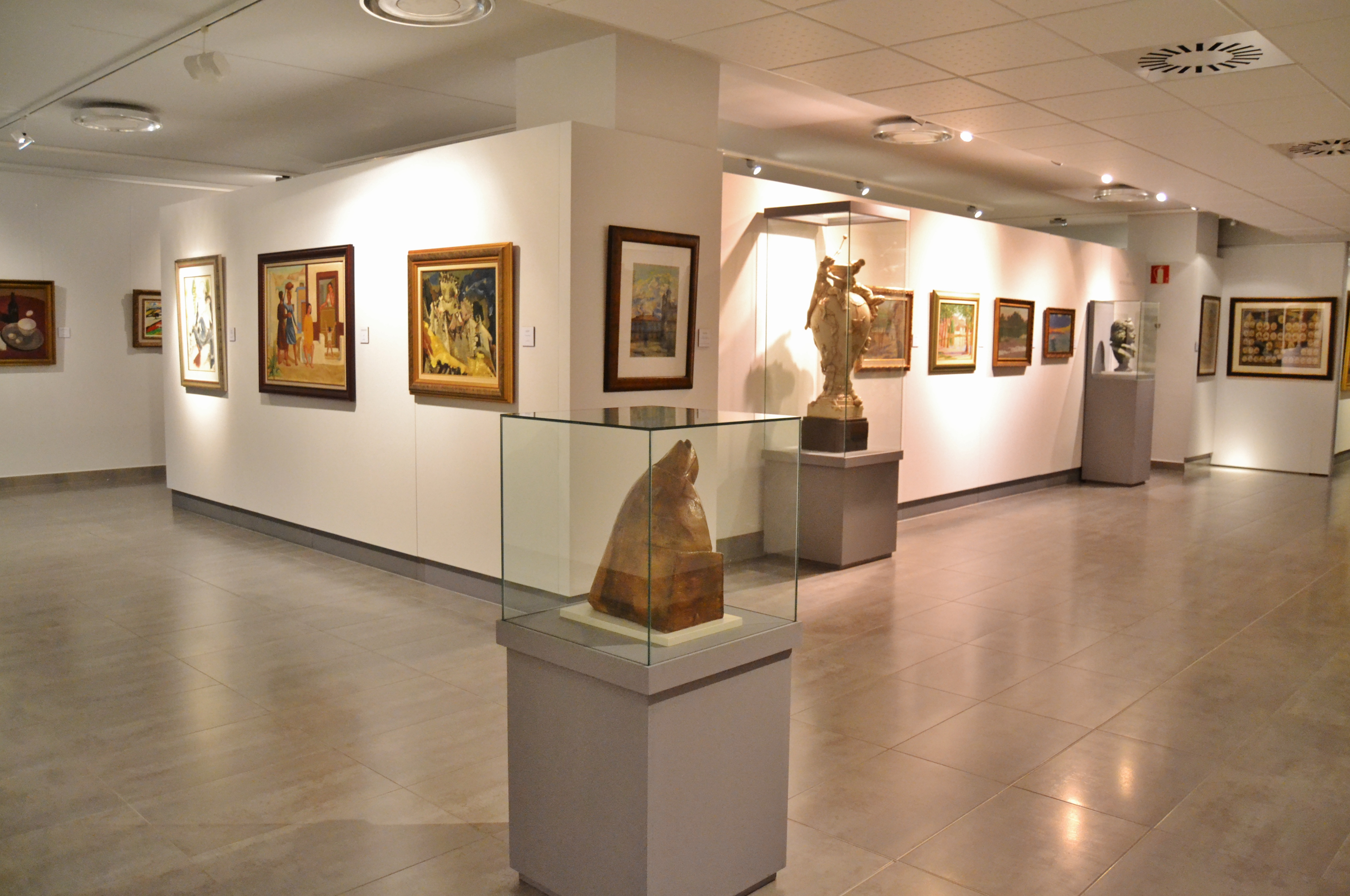
Sala n.º III (Artis Collectio) de la colección de Historia y Arte

- Colección de Historia y Arte. Una parte de la colección permanente se halla expuesta al público en el denominado edificio Rector Tejerina, situado enfrente del Palacio de Santa Cruz en su homónima plaza. Se trata de un edificio moderno de estilo racionalista, obra del arquitecto Leopoldo Uría, levantado sobre el solar en el que se alzó desde fines del siglo XV el palacio de la familia Carrillo-Bernal conocido como "casa de las Conchas" y del que sólo se conserva las arquerías góticas de su patio. La colección, distribuida en cinco salas (Sapientia Ædificavit Sibi Domum, Universitatis Regimen, Artis Collectio, Hodierni, y Sanctae Crucis Collegium), incluye objetos vinculados con la vida universitaria: libros, documentos, fotografías antiguas, etc. y obras de carácter artístico, entre ellas originales de los pintores Diego Valentín Díaz (1586-1660), Claudio Coello (1642-1693), Aurelio García Lesmes (1884-1942), Eduardo García Benito (1891-1981), Benjamín Palencia (1894-1980), Víctor de los Ríos (1909-1996), Oswaldo Guayasamín (1919-1999), Juan Barjola (1919-2004), Álvaro Delgado Ramos (1922-2016), y esculturas de Sebastián Miranda (1885-1975), Eusebio Sempere (1923-1985) y Francisco Barón (1931-2006). Asimismo, el Museo del Prado, el Museo Nacional de Escultura o el Museo de Valladolid, tienen depositadas en ella distintas obras que complementan sus fondos. Dispone además de una fototeca, en proceso de catalogación, integrada por varios miles de ejemplares. El fondo más antiguo lo forman placas de vidrio de los sgs. XIX y XX, utilizadas en su mayor parte para la enseñanza, adquiridas en instituciones universitarias europeas (como la Universidad de Oxford y la Universidad de Lyon) o en casas comerciales españolas (Jean Laurent, Madrid; Arxiu Mas, Barcelona; Archivo Zubillaga, Málaga; Archivo Espasa-Calpe, Madrid), francesas (E. Mazo, Radiguet et Massiot o Émile Deyrolle), alemanas (Th. Benzinger, Stuttgart), americanas (Keystone View Co.) e inglesas. También se conservan fotografías originales sobre placas de vidrio realizadas por el Seminario de Arte y Arqueología de la Universidad a partir de los años 30 del siglo XX.

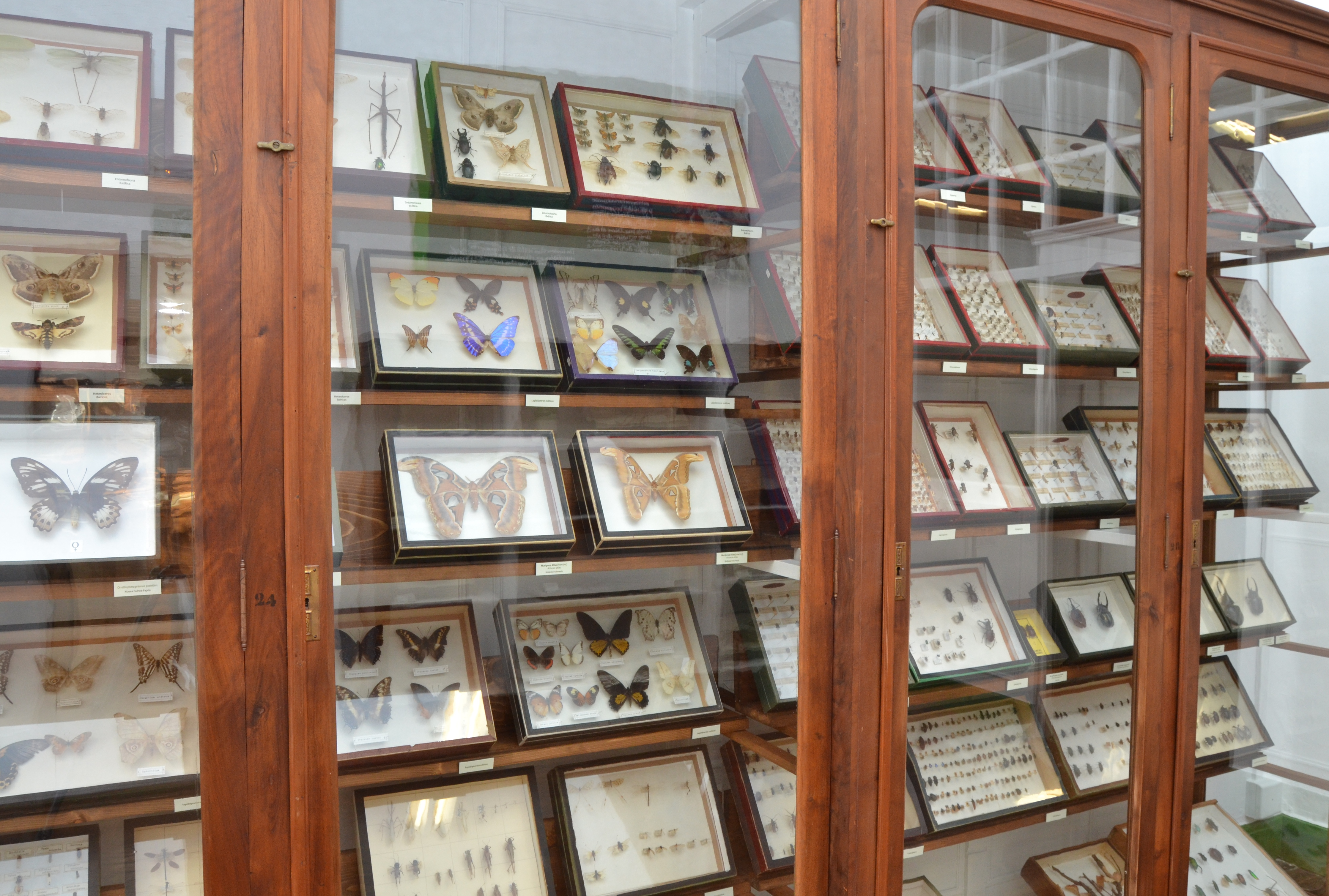
Sala n.º IV (Artrópodos) de la colección de Ciencias Naturales

- Colección de Ciencias Naturales. Alojada en la planta principal del colegio García Quintana de Valladolid, edificio que fue diseñado por Antonio Flórez Urdapilleta en 1927 e inaugurado en 1932 como sede de la Escuela Normal de Magisterio. La formación de la colección se inicia en 1860 con el Gabinete creado en la Facultad de Ciencias, entonces situada en el edificio histórico de la Universidad. La implantación de nuevos planes de estudio provocó la dispersión de sus fondos en distintas dependencias universitarias, situación que perduró hasta que en 1966 el profesor Jesús Mª Hernando Cordovilla organizó una exposición temporal de Ciencias Naturales, con fines pedagógicos, en la entonces Escuela Superior de Magisterio. Convertida en museo estable, desde entonces no ha dejado de crecer gracias a adquisiciones hechas por su primer director, donaciones de naturalistas, estudiantes universitarios y coleccionistas privados. Desde 2011 el MUVa distribuye sus colecciones de ciencias naturales en diez salas [Vertebrados inferiores, el Hombre, Artrópodos,Geognosia (cristalografía y mineralogía),Invertebrados no artrópodos,Paleontología, Mamíferos, Aves y Botánica] como uno de sus más importantes activos.

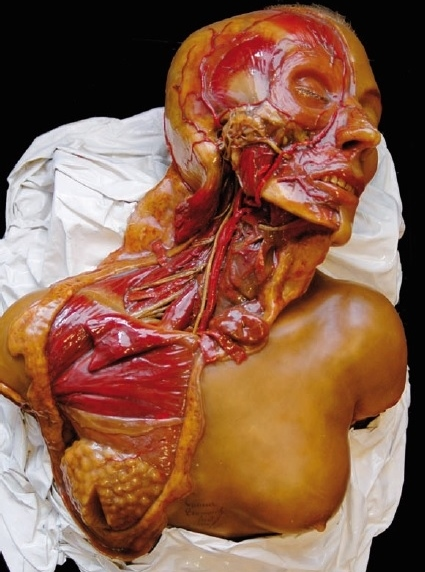
Modelo en cera de busto femenino. Colección de Ciencias Biomédicas

- Colección de Ciencias Biomédicas. Dispuestas en varias dependencias de la Facultad de Medicina de Valladolid incluye secciones de Anatomía, Histología y Oftalmología. La primera tiene su origen en lo dispuesto en la ley de Educación de 1857 y hay constancia de la existencia de piezas anatómicas adquiridas para el museo anatómico en 1861 por orden el decano de la facultad Dr. Laorden. Desde entonces y hasta nuestros días las colecciones se han incrementado de manera paulatina, especialmente durante el periodo del Dr. Salvino Sierra, pero sin interrupción. Comprenden modelos en cera, escayola, papier maché, madera y plástico; instrumental científico y médico; material gráfico utilizado con fines docentes; preparaciones naturales; botamen de farmacia, y una gran colección osteológica integrada por más de 8.000 huesos. La importante donación del material oftalmológico que perteneció al Dr. Saracíbar así como el del histólogo Dr. Pío del Río Hortega constituyen el contenido de las otras secciones.

## Actividades

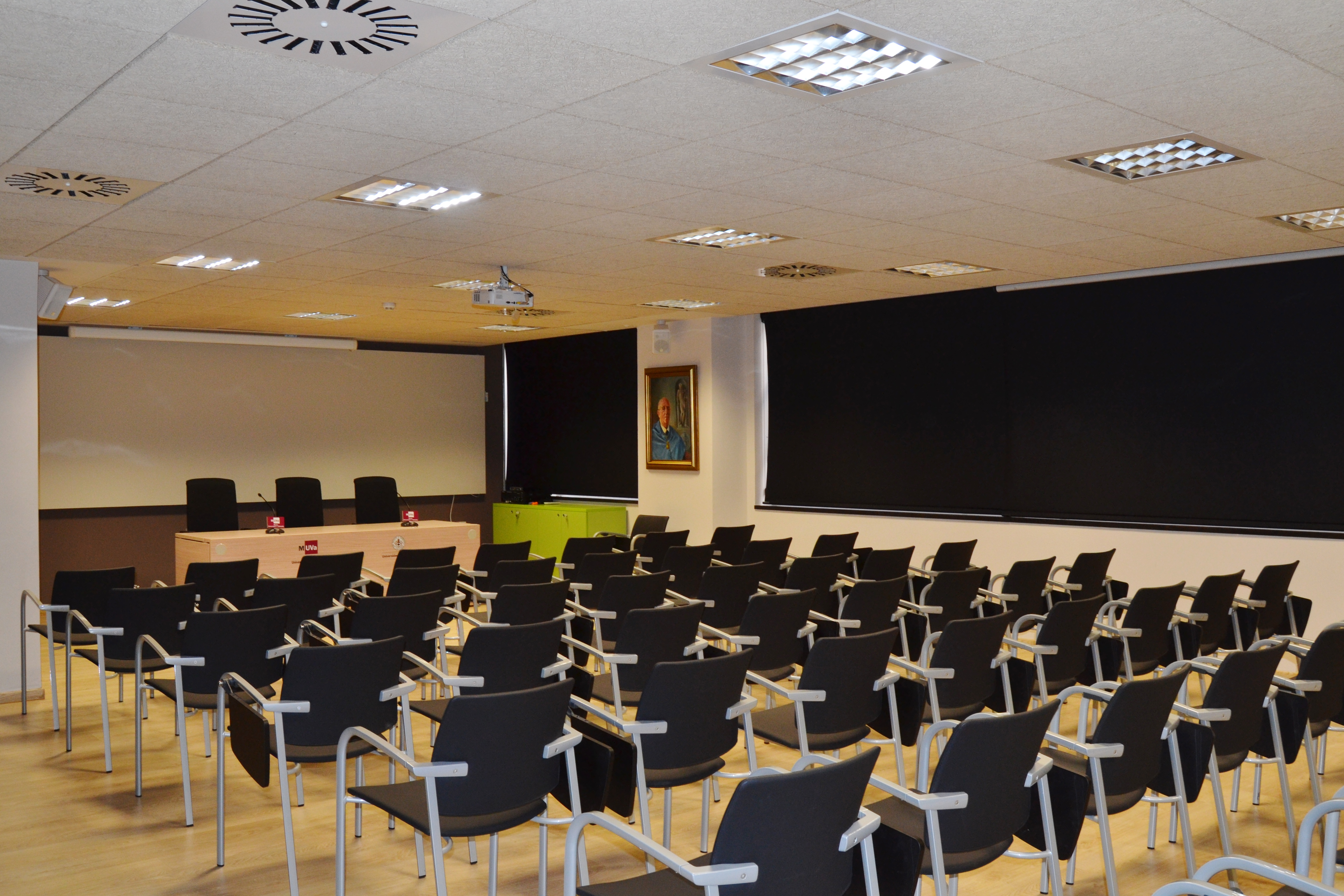
Sala de actos "Prof. Martín González" en el edificio Rector Tejerina

Además de las funciones que el museo tiene encomendadas sobre conservación, investigación, documentación, aumento y difusión de las colecciones de la Universidad de Valladolid, el MUVa desarrolla otras actividades como un programa de exposiciones temporales, ciclos de conferencias, presentación de libros universitarios, cursos de museología, visitas guiadas... En el edificio Rector Tejerina el MUVa cuenta con una sala de actos dedicada al "Prof. Martín González" y otra sala con idéntica finalidad en el edificio García Quintana. 
Con objeto de recuperar, valorar y difundir el legado que la Universidad de Valladolid ha generado a lo largo de su historia, el MUVa mantiene una sección en la web oficial de la Universidad titulada  Historia y Patrimonio que incluye, de forma periódica, estudios sobre figuras destacadas, bienes muebles o inmuebles, galardones, protocolo, acontecimientos, etc.